# Pohár vítězů pohárů
Pohár vítězů pohárů (PVP) byla mezinárodní soutěž fotbalových týmů založená v roce 1960, která byla přístupná všem vítězům národních pohárových soutěží členských zemí UEFA a obhájci trofeje z předchozí sezóny. V případě, že vítězem domácího poháru byl i mistr země, měl právo účasti poražený finalista národního poháru. Hrálo se vyřazovacím systémem doma a venku. Finálové utkání se hrálo vždy na předem určeném místě. Vítěz měl právo účasti v Superpoháru. Především pro nižší úroveň a menší zájem diváků i médií byl Pohár vítězů pohárů v roce 1999 zrušen. Jako jediný hráč z České republiky pohár získal Pavel Nedvěd v roce 1999 v barvách Lazia Řím.

## Historie
Prvního ročníku 1960/61 se účastnilo jen 10 týmů. Důvodem bylo, že některé země v té době neměly domácí pohár a někteří vítězové domácího poháru účast odmítli. Mezi těmito 10 účastníky byla Rudá hvězda Brno jako vítěz Spartakiádního poháru. Soutěž se však těšila diváckému a mediálnímu zájmu, a tak byly zakládány národní poháry v zemích, které jej předtím neměly (včetně Československého poháru), a jejich vítězové už účast neodmítali. Finále ročníku 1960/61 se hrálo na 2 zápasy (doma a venku).
Od druhého ročníku 1961/62 se finále vždy hrálo na předem stanoveném místě, čili většinou na neutrální půdě na 1 zápas. V letech 1962 a 1964 se hrály ve finále opakované zápasy po remízách v prvním utkání.
Ročníku 1961/62 už se zúčastnilo 23 týmů, v roce 1962/63 25 týmů, v roce 1963/64 už 29 týmů. V roce 1965/66 už hrálo 31 týmů, poprvé i zástupce Sovětského svazu.
1. kolo ročníku 1968/69 bylo znovu rozlosováno poté, co 5 zemí okupovalo Československo. Nový los byl udělán tak, aby týmy ze Západu hrály spoly a týmy z Východu spolu. Na protest odstoupilo z poháru 5 klubů právě z těchto 5 okupantských východoevropských zemí. Nakonec tento ročník vyhrál Slovan Bratislava, takže paradoxně PVP vyhrál poprvé východoevropský klub. Zároveň to také bylo jediné prvenství československého klubu v celoevropských fotbalových pohárech v historii.
UEFA považovala PVP za druhý nejdůležitější pohár. Proto když se tým kvalifikoval do PMEZ/LM i PVP, hrál PMEZ/LM, kdežto když se kvalifikoval do PVP i Poháru UEFA, hrál PVP. A po založení Superpoháru o něj hrál vítěz PMEZ/LM s vítězem PVP. Nicméně vzhledem k tomu, že Pohár UEFA měl dvakrát víc účastníků než PVP, především víc z nejlepších lig, a navíc 2. či 3. tým ligy bývá lepší než vítěz poháru ze středu ligové tabulky, byl PVP považován fotbalovou veřejností za slabší pohár než Pohár UEFA.
Celkem 8× se vítěz PVP dostal v následujícím ročníku znovu do finále, ale ani jednou jej neobhájil.
V posledním ročníku 1998/99 byl v PVP za Nizozemsko semifinalista národního poháru Heerenveen, protože oba finalisté nizozemského poháru hráli Ligu mistrů. Autorem posledního gólu PVP byl Pavel Nedvěd, který rozhodl o vítězství Lazia 2:1 nad Mallorkou.

## Přehled vítězů
| Ročník    | Detail  | Vítěz                                          | Výsledky              | Poražený finalista       |
| --------- | ------- | ---------------------------------------------- | --------------------- | ------------------------ |
| 1960/1961 | Detaily | AS Fiorentina - trenér - Nándor Hidegkuti      | 2 : 0, 2 : 1          | Glasgow Rangers          |
| 1961/1962 | Detaily | Atlético Madrid - trenér - José Villalonga     | 1 : 1 (prodl.), 3 : 0 | AS Fiorentina            |
| 1962/1963 | Detaily | Tottenham Hotspur - trenér - Bill Nicholson    | 5 : 1                 | Atlético Madrid          |
| 1963/1964 | Detaily | Sporting Lisabon - trenér - Anselmo Fernandes  | 3 : 3 (prodl.), 1 : 0 | MTK Budapešť             |
| 1964/1965 | Detaily | West Ham United - trenér - Ron Greenwood       | 2 : 0                 | 1860 Mnichov             |
| 1965/1966 | Detaily | Borussia Dortmund - trenér - Willi Multhaup    | 2 : 1 (prodl.)        | Liverpool FC             |
| 1966/1967 | Detaily | FC Bayern Mnichov - trenér - Zlatko Čajkovski  | 1 : 0 (prodl.)        | Glasgow Rangers          |
| 1967/1968 | Detaily | AC Milán - trenér - Nereo Rocco                | 2 : 0                 | Hamburger SV             |
| 1968/1969 | Detaily | Slovan Bratislava - trenér - Michal Vičan      | 3 : 2                 | FC Barcelona             |
| 1969/1970 | Detaily | Manchester City FC - trenér - Joe Mercer       | 2 : 1                 | Górnik Zabrze            |
| 1970/1971 | Detaily | Chelsea FC - trenér - Dave Sexton              | 2 : 1                 | Real Madrid              |
| 1971/1972 | Detaily | Glasgow Rangers - trenér - William Waddell     | 3 : 2                 | Dynamo Moskva            |
| 1972/1973 | Detaily | AC Milán - trenér - Nereo Rocco                | 1 : 0                 | Leeds United             |
| 1973/1974 | Detaily | 1. FC Magdeburg - trenér - Heinz Krügel        | 2 : 0                 | AC Milán                 |
| 1974/1975 | Detaily | FK Dynamo Kyjev - trenér - Valerij Lobanovskyj | 3 : 0                 | Ferencváros              |
| 1975/1976 | Detaily | RSC Anderlecht - trenér - Hans Croon           | 4 : 2                 | West Ham United          |
| 1976/1977 | Detaily | Hamburger SV - trenér - Kuno Klötzer           | 2 : 0                 | RSC Anderlecht           |
| 1977/1978 | Detaily | RSC Anderlecht - trenér - Raymond Goethals     | 4 : 0                 | FK Austria Vídeň         |
| 1978/1979 | Detaily | FC Barcelona - trenér - Joaquim Rifé           | 4 : 3 (prodl.)        | Fortuna Düsseldorf       |
| 1979/1980 | Detaily | FC Valencia - trenér - Alfredo Di Stéfano      | 0 : 0                 | Arsenal FC               |
| 1980/1981 | Detaily | FC Dinamo Tbilisi - trenér - Nodar Achalkaci   | 2 : 1                 | FC Carl Zeiss Jena       |
| 1981/1982 | Detaily | FC Barcelona - trenér - Udo Lattek             | 2 : 1                 | Standard Lutych          |
| 1982/1983 | Detaily | Aberdeen FC - trenér - Alex Ferguson           | 2 : 1 (prodl.)        | Real Madrid              |
| 1983/1984 | Detaily | Juventus FC - trenér - Giovanni Trapattoni     | 2 : 1                 | FC Porto                 |
| 1984/1985 | Detaily | Everton FC - trenér - Howard Kendall           | 3 : 1                 | Rapid Vídeň              |
| 1985/1986 | Detaily | FK Dynamo Kyjev - trenér - Valerij Lobanovskyj | 3 : 0                 | Atlético Madrid          |
| 1986/1987 | Detaily | AFC Ajax - trenér - Johan Cruijff              | 1 : 0                 | 1. FC Lokomotive Leipzig |
| 1987/1988 | Detaily | KV Mechelen - trenér - Aad de Mos              | 1 : 0                 | AFC Ajax                 |
| 1988/1989 | Detaily | FC Barcelona - trenér - Johan Cruijff          | 2 : 0                 | UC Sampdoria             |
| 1989/1990 | Detaily | UC Sampdoria - trenér - Vujadin Boškov         | 2 : 0 (prodl.)        | Anderlecht               |
| 1990/1991 | Detaily | Manchester United FC - trenér - Alex Ferguson  | 2 : 1                 | FC Barcelona             |
| 1991/1992 | Detaily | Werder Brémy - trenér - Otto Rehhagel          | 2 : 0                 | Monaco                   |
| 1992/1993 | Detaily | AC Parma - trenér - Nevio Scala                | 3 : 1                 | Royal Antwerpy           |
| 1993/1994 | Detaily | Arsenal FC - trenér - George Graham            | 1 : 0                 | AC Parma                 |
| 1994/1995 | Detaily | Real Zaragoza - trenér - Victor Fernandez      | 2 : 1 (prodl.)        | Arsenal FC               |
| 1995/1996 | Detaily | Paris St. Germain - trenér - Luis Fernandez    | 1 : 0                 | Rapid Vídeň              |
| 1996/1997 | Detaily | FC Barcelona - trenér - Bobby Robson           | 1 : 0                 | Paris Saint-Germain      |
| 1997/1998 | Detaily | Chelsea FC - trenér - Gianluca Vialli          | 1 : 0                 | VfB Stuttgart            |
| 1998/1999 | Detaily | SS Lazio - trenér - Sven-Göran Eriksson        | 2 : 1                 | Mallorca                 |

- 1991/1992 - pohár získal i Miroslav Votava
- 1998/1999 - pohár získal i Pavel Nedvěd z - dal poslední gól této soutěže.

## Nejúspěšnější týmy, města, země, hráči a trenéři
Nejúspěšnějším týmem PVP je se 4 trofejemi FC Barcelona, 2 vítězství mají RSC Anderlecht, AC Milán, Chelsea FC a FK Dynamo Kyjev.
Nejúspěšnějšími městy jsou Londýn s 5 triumfy (2 Chelsea, 1 Tottenham, 1 West Ham, 1 Arsenal) a Barcelona se 4 (vše FC).
Anglické kluby vyhrály PVP 8×, španělské a italské 7×.
Jen 1 hráč vyhrál PVP 3×: Lobo Carrasco v letech 1979, 1982 a 1989 (vždy s Barcelonou). Nejlepšími střelci v historii PVP jsou Rob Rensenbrink (25 gólů), Gerd Müller (20) a Gianluca Vialli (19).
4 trenéři vyhráli PVP 2×: Nereo Rocco, Valerij Lobanovskyj, Johan Cruijff a Alex Ferguson.

## Přehled československých a českých týmů v PVP
- 1960/61 – RH Brno (čtvrtfinále)
- 1961/62 – Dynamo Žilina (čtvrtfinále)
- 1962/63 – Slovan Bratislava (čtvrtfinále)
- 1963/64 – Slovan Bratislava (čtvrtfinále)
- 1964/65 – Spartak Praha Sokolovo (2. kolo)
- 1965/66 – FC Dukla Praha (2. kolo)
- 1966/67 – Tatran Prešov (1. kolo)
- 1967/68 – Spartak Trnava (2. kolo)
- 1968/69 – Slovan Bratislava (vítěz)
- 1969/70 – Slovan Bratislava (1. kolo), Dukla Praha (1. kolo)
- 1970/71 – TJ Gottwaldov (1. kolo)
- 1971/72 – Škoda Plzeň (1. kolo)
- 1972/73 – Sparta Praha (semifinále)
- 1973/74 – Baník Ostrava (2. kolo)
- 1974/75 – Slavia Praha (1. kolo)
- 1975/76 – Spartak Trnava (1. kolo)
- 1976/77 – Sparta Praha (1. kolo)
- 1977/78 – Lokomotíva Košice (2. kolo)
- 1978/79 – Baník Ostrava (semifinále)
- 1979/80 – Lokomotíva Košice (2. kolo)
- 1980/81 – Sparta Praha (2. kolo)
- 1981/82 – Dukla Praha (2. kolo)
- 1982/83 – Slovan Bratislava (1. kolo)
- 1983/84 – Dukla Praha (1. kolo)
- 1984/85 – Inter Bratislava (2. kolo)
- 1985/86 – Dukla Praha (semifinále)
- 1986/87 – Spartak Trnava (1. kolo)
- 1987/88 – DAC Dunajská Streda (1. kolo)
- 1988/89 – Inter Bratislava (1. kolo)
- 1989/90 – Slovan Bratislava (1. kolo)
- 1990/91 – Dukla Praha (2. kolo)
- 1991/92 – FC Baník Ostrava (2. kolo)
- 1992/93 – AC Sparta Praha (čtvrtfinále)
- 1993/94 – Boby Brno (1. kolo)
- 1994/95 – FK Viktoria Žižkov (1. kolo)
- 1995/96 – SK Hradec Králové (2. kolo)
- 1996/97 – AC Sparta Praha (2. kolo)
- 1997/98 – SK Slavia Praha (čtvrtfinále)
- 1998/99 – FK Jablonec 97 (1. kolo)